# Cataplasme
En herboristerie, un cataplasme est une préparation de plante assez pâteuse pour être appliquée sur la peau dans un but thérapeutique. La plante peut être broyée, hachée à chaud ou à froid ou mélangée à de la farine de lin pour obtenir la bonne consistance. 
Le cataplasme classique à la farine de lin, celui le plus fréquent, se prépare avec de l'eau dans laquelle on délaye à froid de la farine de lin,. On fait cuire doucement dans un vase de terre ou de métal en remuant constamment pour obtenir la consistance voulue ou on délaye simplement la farine de lin dans de l'eau bouillante ,. 
On peut également réaliser un cataplasme à l'argile verte[Quoi ?] à partir de poudre à diluer dans l'eau et à appliquer en couche sur la zone à traiter avant d'envelopper d'un linge ou d'une bande humide. 
Le cataplasme doit servir de support aux substances qui seront déposées à la surface[De quoi ?] au moment de l'application.

## Dans la culture populaire
« Cataplasme » est également une insulte proférée[Où ?] par le capitaine Haddock dans Les Aventures de Tintin[Lesquelles ?].